# Heroes of Our Time
«Heroes of Our Time» — песня британской пауэр-металлической группы DragonForce и первый сингл с альбома Ultra Beatdown. Впервые песня была выложена на официальном профиле группы на MySpace 4 июля 2008 года. 8 июля 2008 года стал доступен для просмотра видеоклип с укороченной версией песни.
15 июля песня была выпущена для загрузки через iTunes.
21 августа 2008 года песня стала доступна для скачивания, как бонус к игре Guitar Hero III: Legends of Rock вместе с песнями «Revolution Deathsquad» и «Operation Ground and Pound».
Песня была номинирована на премию "Грэмми" за лучшее метал исполнение 3 декабря 2008 года, но проиграла песне Metallica «My Apocalypse».
Песня является частью саундтрека игры NHL 10. Укороченная версия этой песни звучит в игре Skate 2.